# Distrito de Badaun
Badaun es un distrito de India en el estado de Uttar Pradesh.
- बदायूँ जिला en letra devanagari (del idioma hindi)
  - /badáim yelá/
  - Badāym Jelā (distrito Badaim)
- Budaun, en inglés
  - /badáun/

Comprende una superficie de 5168 km².
El centro administrativo es la ciudad de Badaun. Dentro del distrito se encuentra el pueblo de Mundia.

## Demografía
Según el censo 2011 contaba con una población total de 3 712 738 habitantes.